# Uno sceriffo tutto d'oro
Uno sceriffo tutto d'oro è un film del 1966 diretto da Osvaldo Civirani.

## Trama
Lo sceriffo Jeff Randall salva la vita a un fuorilegge già pronto per l'impiccagione, con la scusa di portarlo al processo come testimone. In realtà lo sceriffo ha bisogno di un complice per una rapina.